# Епархия Армении

Герб епархии Армении

Епархия Армении (лат. Dioecesis Armeniensis) — епархия Римско-Католической церкви с центром в городе Армения, Колумбия. Епархия Армении входит в митрополию Манисалеса. Кафедральным собором епархии Армении является церковь Непорочного Зачатия Пресвятой Девы Марии.

## История
17 декабря 1952 года Римский папа Пий XII выпустил буллу «Leguntur saepissime», которой учредил епархию Армении, выделив её из апостольской префекутры Чоко и епархии Манисалеса (сегодня — Архиепархия Манисалеса).
10 мая 1954 года епархия Армении вошла в митрополию Манисалеса.

## Ординарии епархии
- епископ José de Jesús Martinez Vargas (18.12.1952 — 8.02.1972);
- епископ Libardo Ramírez Gómez (8.02.1972 — 18.10.1986) — назначен епископом Гарсона;
- епископ José Roberto López Londoño (9.05.1987 — 7.10.2003) — назначен епископом Херико;
- епископ Fabio Duque Jaramillo O.F.M.[1] (29.11.2003 — 11.06.2012) — назначен епископом Гарсона;
  - Sede vacante (2012—2014);
- епископ Pablo Emiro Salas Anteliz (с 18.08.2014 года — 14.11.2017);
- епископ Carlos Arturo Quintero Gómez (с 12.12.2018[2] — по настоящее время).

## Источник
- Annuario Pontificio, Libreria Editrice Vaticana, Città del Vaticano, 2003, ISBN 88-209-7422-3
- Булла Leguntur saepissime, AAS 45 (1953), стр. 323